# شبنم ليديكر
شبنم ليديكر (الاسم العلمي: Casuarius lydekkeri)، ويسمى أيضًا الشبنم الأصغر، هو نوع منقرض من طائر الشبنم.

## التوزيع والموئل
انتشر شبنم ليديكر في نيوساوث ويلز  خلال العصر الحديث الأقرب، حيث عُثر على عظامهُ في كهوف بالقرب من ويلينغتون تشبه بشكل ملحوظ  من طيور الشبنم الموجودة في الجنوب، والتي تقتصر على أقصى شمال كوينزلاند. ويُعرف أيضًا من الرواسب الموجودة في المرتفعات الوسطى، في بابوا غينيا الجديدة